# Коунрадский район
Коунрадский район — административно-территориальная единица в составе Каркаралинского округа, Алма-Атинской и Карагандинской областей, существовавшая в 1930—1963 годах. Центр — село Актогай.
Район был образован в 1930 году в составе Казакской АССР. В 1932 году включён в состав Алма-Атинской области. 4 июля 1934 года Коунрадский район был передан в Каркаралинский округ.
29 июля 1936 года Коунрадский район был передан в Карагандинскую область. В это время в его состав входили следующие сельские (аульные) советы: Актогайский, Дуаншинский, Жамшинский, Карабулакский, Караталский, Кашканшийский, Кенелыкский, Киндиктинский, Кусакский, Майтасский, Сарытерекский и Тас-Аральский.
В 1938 году Тас-Аральский с/с был передан в подчинение Балхашскому горсовету.
В конце 1930-х годов был образован Кировский с/с.
В 1940 году в Коунрадский район были переданы Кзыл-Арайский с/с Каркаралинского района и Коргантасский с/с Четского района.
В 1941 году упразднены Дуаншинский, Каратальский, Кашканшинский, Кенелыкский и Майтасский с/с. Образованы Амангельдинский, Буденовский, Калининский, Молотовский и Тельманский с/с.
В 1954 году Тельманский с/с был присоединён к Буденовскому, Коргантасский — к Калининскому, Киндыктинский — Карабулакскому.
В 1957 году Буденовский с/с был переименован в Тельманский, а Молотовский — в Бериккаринский.
В 1960 году Бериккаринский с/с был присоединён к Кзыларайскому, а Тельманский — к Кировскому.
2 января 1963 года Коунрадский район был упразднён. При этом вся территория была передана в вместе с Шетским районом в ново созданный Актогайский район.